# Stefany López
Stefany Paola López Mendoza (* 19. November 2002) ist eine kolumbianische Leichtathletin, die im Mittelstrecken- und Hindernislauf an den Start geht.

## Sportliche Laufbahn
Erste internationale Erfahrungen sammelte Stefany López im Jahr 2018, als sie bei den U18-Südamerikameisterschaften in Cuenca in 8:25,87 min den sechsten Platz im 2000-Meter-Hindernislauf belegte. 2021 klassierte sie sich bei den Südamerikameisterschaften in Guayaquil in 10:14,81 min auf dem sechsten Platz im Hindernislauf und erreichte nach 4:35,53 min Rang zehn im 1500-Meter-Lauf. Anschließend gewann sie bei den U20-Südamerikameisterschaften in Lima in 4:32,02 min die Bronzemedaille über 1500 m und siegte im Hindernislauf in 10:41,81 min und pulverisierte damit den Meisterschaftsrekord, der seit 2013 von der Peruanerin Zulema Arenas gehalten wurde. Mitte Oktober gewann sie bei den U23-Südamerikameisterschaften in Guayaquil in 10:44,79 min die Bronzemedaille hinter der Brasilianerin Mirelle Leite und Clara Baiocchi aus Argentinien. Zudem gewann sie in 3:46,19 min die Bronzemedaille in der 4-mal-400-Meter-Staffel hinter den Teams aus Brasilien und Chile. Anfang Dezember gewann sie bei den erstmals ausgetragenen Panamerikanischen Juniorenspielen in Cali in 10:47,82 min die Bronzemedaille im Hindernislauf hinter Mirelle Leite aus Brasilien und der Peruanerin Verónica Huacasi. Zudem gelangte sie nach 4:42,58 min auf Rang fünf über 1500 m. Im Jahr darauf gewann sie bei den U23-Südamerikameisterschaften in Cascavel mit 10:46,78 min die Silbermedaille im Hindernislauf hinter Mirelle Leite und über 1500 Meter musste sie sich mit 4:49,79 min nur ihrer Landsfrau Shellcy Sarmiento über 1500 Meter geschlagen geben. Kurz darauf gewann sie bei den Südamerikaspielen in Asunción in 10:26,82 min die Bronzemedaille im Hindernislauf hinter der Argentinierin Belén Casetta und Leite aus Brasilien.
2023 gewann sie bei den Zentralamerika- und Karibikspielen in San Salvador in 10:27,20 min die Bronzemedaille über 3000 m Hindernis hinter der Puerto-Ricanerin Alondra Negrón und Arian Chia aus Mexiko. Anschließend belegte sie bei den Südamerikameisterschaften in São Paulo in 10:31,17 min den sechsten Platz. Im Jahr darauf belegte sie bei den Ibero-Amerikanischen Meisterschaften in Cuiabá in 10:34,02 min den vierten Platz und im September belegte sie bei den U23-Südamerikameisterschaften in Bucaramanga in 10:42,95 min den vierten Platz.
2021 wurde López kolumbianische Meisterin im 1500-Meter-Lauf sowie 2021 und 2022 über 3000 m Hindernis.

## Persönliche Bestleistungen
- 1500 Meter: 4:32,02 min, 9. Juli 2021 in Lima
- 5000 Meter: 16:42,14 min, 10. April 2022 in Lima
- 3000 Meter Hindernis: 10:14,81 min, 30. Mai 2021 in Guayaquil (kolumbianischer U20-Rekord)